# 弗氏擬鱥
弗氏擬鱥（學名：Pseudophoxinus firati），為輻鰭魚綱鯉形目雅羅魚科的其中一個種，分布亞洲土耳其幼發拉底河流域，被IUCN列為瀕危保育類動物，體長可達8.4公分，棲息在溪流底中層水域，生活習性不明。

## 扩展阅读
維基物種上的相關：弗氏擬鱥